# Jak Mandolino
Jak Mandolino è personaggio immaginario dei fumetti creato da Benito Jacovitti. Il personaggio è, secondo la definizione dell'autore, "un ladruncolo di buona volontà ma di cattiva sorte".

## Storia
Di questo personaggio Jacovitti ha disegnato due serie: la prima con un Jak Mandolino più simile al classico "gangster" americano, che all'epoca veniva mostrato nei film d'azione (cappello a tesa bassa, gergo della malavita, sigaretta perennemente a lato delle labbra) e dal linguaggio più adattato a quello stile: il Jak Mandolino "americano" appare ad esempio nelle storie a fumetti "Colpo alla Flopty Bank", "Hallo Pippo" della trilogia "Jacovitti Stories" mentre nelle storie degli anni successivi sembra divenire più "italianizzato" e comincia così la serie nella quale appare anche Pop Corn/Satanicchio.
Nelle sue storie successive all'italianizzazione del personaggio, Jac Mandolino (che italianisticamente perde sia la k che verrà tramutata in una c), ed anche il soprannome precedente, che era Jak Violoncello nelle storie di tipo americano, ha sempre al suo fianco un maldestro consigliere, il malvagio diavoletto Pop Corn o anche Satanicchio, su cui il simpatico ladruncolo si sfoga ogni volta che un colpo gli va male in una serie di comicissimi pestaggi.
La striscia arrivò anche in televisione, nella trasmissione Supergulp - I fumetti in TV.